# Spiral in a Straight Line
Spiral in a Straight Line è il sesto album in studio della band post-hardcore americana Touché Amoré. È stato pubblicato l'11 ottobre 2024 tramite Rise Records. La produzione è stata gestita da Ross Robinson. Presenta le apparizioni di Julien Baker e Lou Barlow.

## Accoglienza critica
Spiral in a Straight Line ha ricevuto recensioni generalmente favorevoli da parte della critica musicale. Su Metacritic, che assegna un punteggio normalizzato su 100 alle recensioni delle pubblicazioni tradizionali, l'album ha ricevuto un punteggio medio di 79 sulla base di sette recensioni.
Ben Tipple di DIY ha elogiato l'album, affermando: "i cambiamenti sono sottili ma notevoli, fornendo un altro brillante sfondo per il candore in gran parte doloroso di Jeremy". Will Yarbrough di The Line of Best Fit riprende: "non è il loro miglior album, ma attenendosi strettamente a questo schema, Spiral in a Straight Line è il loro più coeso". Ellie Kovach di Pitchfork ha scritto: "la band non ha perso nulla dell'avventurosità di Lament, ma le canzoni sono più dirette e immediate, armando il ruggito rauco di Bolm al servizio degli hook più forti e sorprendenti della loro carriera fino ad oggi".
In una recensione mista, Mischa Pearlman di Kerrang! ha dichiarato: "ci sono un paio di momenti meravigliosi - vale a dire la metaformosi Mezzanine e il rimorso agonizzante di Finalist" - ma spesso Spiral In A Straight Line si sistema troppo in se stesso".

## Tracce
1. Nobody's – 2:15
2. Disasters – 2:53
3. Hal Ashby – 2:55
4. Force of Habit – 2:55
5. Mezzanine – 2:07
6. Altitude – 3:26
7. This Routine – 2:35
8. Finalist – 2:13
9. Subversion (Brand New Love) (featuring Lou Barlow) – 3:17
10. The Glue – 2:53
11. Goodbye for Now (featuring Julien Baker) – 4:20